# Dolichupis acutidentata
Dolichupis acutidentata is een slakkensoort uit de familie van de Triviidae. De wetenschappelijke naam van de soort is voor het eerst geldig gepubliceerd in 1836 door John Samuel Gaskoin.